# プシェミスワフ1世ノシャク

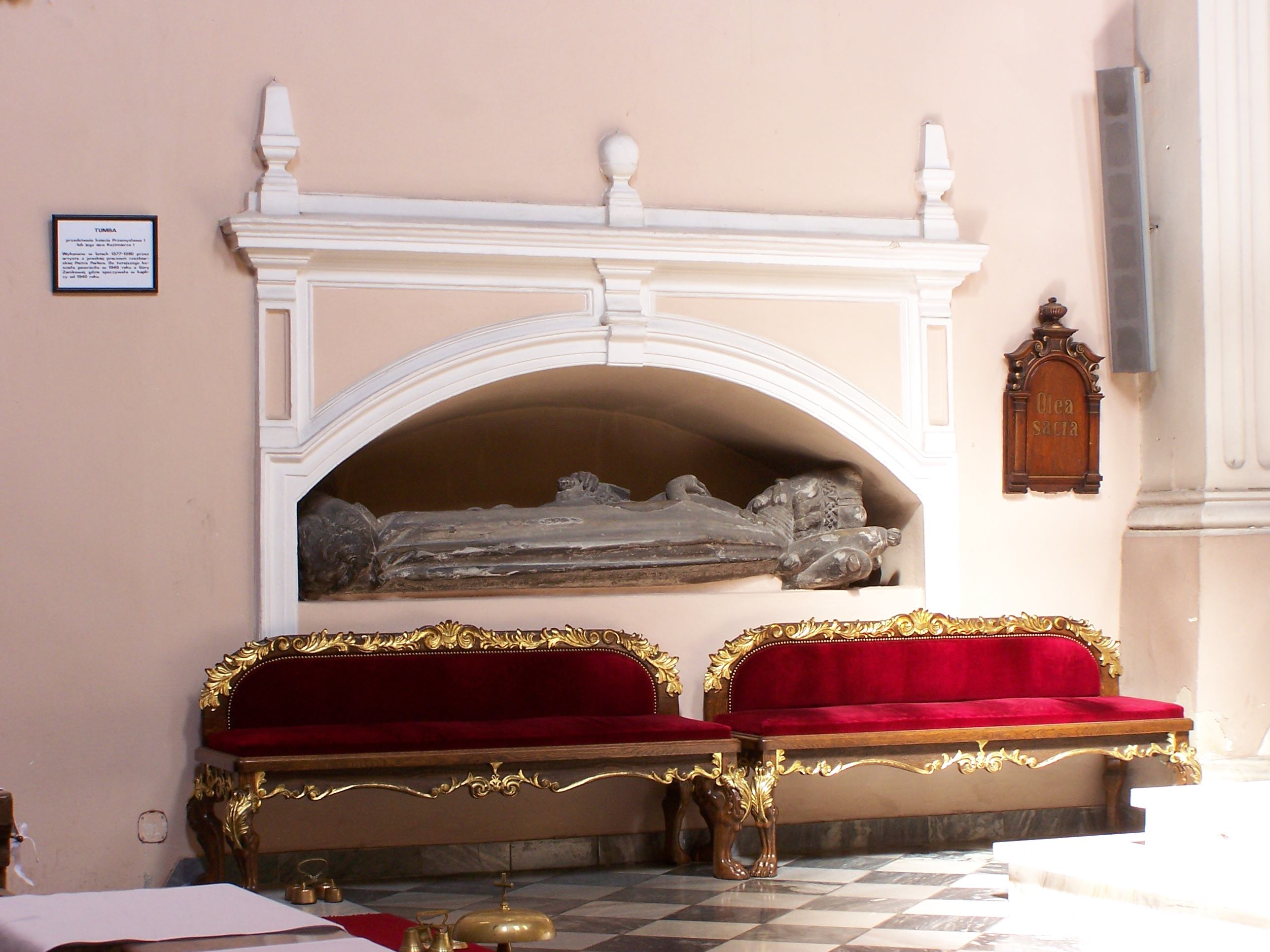
プシェミスワフ1世ノシャクの墓石

プシェミスワフ1世ノシャク（ポーランド語：Przemysław I Noszak；チェコ語：Přemyslav I. Nošák；ドイツ語：Przemislaus I., 1332年/1336年 - 1410年5月23日）は、チェシン＝ビトム＝シェヴィエシュ公（在位：1358年 - 1410年、但し1359年 - 1368年の間シェヴィエシュを一時的に喪失、1405年にビトムを喪失）、グウォグフ半国及びシチナヴァ半国の支配者（在位：1384年 - 1401年、1406年 - 1410年）、トシェクの支配者（在位：1401年 - 1410年）。チェシン公カジミェシュ1世の三男、母はチェルスク＝ワルシャワ公トロイデン1世の娘エウフェミア。

## 生涯
父カジミェシュ1世が長子相続を取り決めたため、はじめ三男であるプシェミスワフには父の所領を一部でも相続出来る可能性はないように思われた。しかし長兄ヴワディスワフが1355年に、次兄ボレスワフが1356年に相次いで死ぬと、プシェミスワフは自動的に父の相続人となった。
プシェミスワフは1355年より神聖ローマ皇帝カール4世の宮廷でその政治的キャリアをスタートさせた。翌年、プシェミスワフは長兄ヴワディスワフが死んだ後に法廷の高官に任じられた。1358年に父が死ぬと同時に、プシェミスワフはチェシン公国の全領を継承、引き続き外交官としてカール4世に仕えた。
1360年、コジュレ＝ビトム公ボレスワフの遺児エルジュビェタと結婚し、父が獲得したビトム半国に対する相続権をより強化することが出来た。ビトムをめぐるオレシニツァ諸公との揉め事は1358年までには解決しており、かつて父は亡きビトム公ボレスワフの3人の娘達、エルジュビェタ（プシェミスワフの未来の妻）、エウフェミア及びボルカの法律上の後見人となっていた。この3人の娘達はビトムとコジュレに関する相続権を有したため、チェシンの諸公はビトム公ボレスワフの遺領のほぼ全てを獲得することが出来た（オレシニツァ諸公が相続したコジュレとビトムの残り半分を除く）。但し、ビトム領有は長続きせず、1401年に失った。
プシェミスワフ1世はすぐに皇帝のプラハ宮廷で最も重要な人物の1人となり、カール4世はプシェミスワフ1世に多くの、時に困難な仕事を任せた。プシェミスワフ1世はプラハ宮廷とブランデンブルク辺境伯達との同盟締結を導き、ヴィッテルスバッハ家のルートヴィヒ4世のもつ帝位をカール4世にもたらすための根回しをした。また、彼はハンガリー王ラヨシュ1世とドイツ諸侯との諸同盟を崩壊させるのに成功した。プシェミスワフ1世の地位は1364年のクラクフ会議、そしてその会議中に行われた「ヴィエルジネクの祝宴」に参加したことにより、一段と高まった。
1380年、プシェミスワフ1世はパリに赴いてボヘミアとフランスとの同盟維持に努めるよう命じられた。しかしこの外交交渉に失敗している。プシェミスワフ1世は百年戦争で紛争状態にあったイングランドとフランスとの間の和平を結ばせようとした。また、カール4世の娘アンナとイングランド王リチャード2世との縁組を成立させるための交渉を行っている。この縁組を成立させた褒賞として、プシェミスワフ1世はリチャード2世から年額500ポンドの年金を受けることになった。イングランドとの交渉に成功したおかげで、プシェミスワフ1世とカール4世の嫡男ヴェンツェル（ヴァーツラフ4世）との関係はかなり改善した。
ボヘミア王にしてローマ王であったヴェンツェルは、プシェミスワフ1世をドイツにおける国王代理に任命した。国王代理という新たな役職でも、プシェミスワフ1世の外交官としての能力は、ドイツの諸侯・諸都市の間に起きていたいくつかの議論を解決させるために発揮された。プシェミスワフ1世はハイデルベルクとコブレンツの間に和平を成立させ、1389年にはボヘミア王国とマイセンとの国境をめぐる交渉を行っている。
1380年代後半になると、プシェミスワフ1世はボヘミアの国政に積極的な役割を果たすようになった。1386年、彼はヴェンツェル不在時のボヘミア総督に就任した。しかし国内貴族と外国出身の貴族との間の緊張感が高まりつつあり、その後プシェミスワフ1世はボヘミア貴族によって総督の座を追われることになった。後任の総督となったのはオパヴァ＝ラチブシュ公ヤン2世だったが、この事態は2人の間に根深い敵対関係を生むことになった。対立が頂点に達したのは1406年1月1日、プシェミスワフ1世の同名の長男プシェミスワフがグリヴィツェからチェシンに帰還する途中、オパヴァ公の指図を受けたマルチン・フシャンという男にリブニクの町で暗殺された時であった。両者の争いは翌1407年11月7日にジョルィで和平が結ばれるまで続いた。
ボヘミアの国情が不安定になっていたためか、非合法な行動に走る民衆が増加していた。プシェミスワフ1世は外交努力を実らせて、1397年6月12日にポーランド王ヴワディスワフ2世と約定を結び、両国の国境地域で起きている不法行為を互いに取り締まると誓い合った。プシェミスワフ1世はポーランド王の信用を獲得し、クラクフ総督に任じられ、1401年までその任にあった。1410年、敵対するポーランドとドイツ騎士団との外交交渉に従事したが、不首尾に終わった。
1378年以降、プシェミスワフ1世は痛風に悩むようになった。痛風のせいで精力旺盛な公爵はすっかり病弱になり、駕籠に乗って移動することになった。この頃から、プシェミスワフ1世は「ノシャク」と呼ばれるようになった。病状はますます進行し、1396年にはボヘミアの国政に口出しするのを諦めざるを得なくなった。
治世中、プシェミスワフ1世は財産を増やし、トシェク、プィスコヴィツェ、ビトム半国及びグリヴィツェ地方を獲得した。1359年、プシェミスワフ1世はシェヴィエシュをおよそ2300グジヴナでシフィドニツァ公ボルコ2世に売却した（但し、1368年にボルコ2世が死ぬと同時にチェシン公国領に戻された）。またコジュレ＝ビトム公国の分配をめぐるオレシニツァ公コンラト1世との相続争いの後、プシェミスワフ1世は同公国の南半分を獲得した。1378年から1382年までのいずれかの年に、親戚筋のラチブシュの諸公からジョルィの町を譲られた。1401年にはトシェクを獲得している。
プシェミスワフ1世はカール4世とヴェンツェル父子からも領土を与えられている。1384年、プシェミスワフ1世はヴェンツェルの支持を得てグウォグフ半国とシチナヴァ半国を獲得し、翌1385年にはジェンビツェ公ボルコ3世からスチェリンを買い取った。また、1372年にカール4世から与えられたザトルを公国に編入した。
オシフィエンチム公ヤン3世の最も血縁の近い男系親族だったプシェミスワフ1世は、1405年にヤン3世が子供のないまま死ぬと同時に公国を相続することになった。オシフィエンチムを獲得してまもなく、この地域をザトルと共に1404年からグウォグフ半国とシチナヴァ半国の統治を任せていた長男プシェミスワフに譲った。オシフィエンチムはその後すぐに暗殺されてしまったプシェミスワフの一人息子で孫のカジミェシュ1世に受け継がれた。プシェミスワフ1世は幼いカジミェシュの後見を務め、死後は次男で1405年よりビトムとトシェクの支配者となっていたボレスワフ1世に委ねられた。
1410年5月23日に78歳（74歳とも）で亡くなり、チェシンのドミニコ会教会に埋葬された。
プシェミスワフ1世はシロンスク・ピャスト家のチェシン公の中で最も傑出した人物の1人だったと言われる。彼は秀でた外交官、交渉役で、ヨーロッパの数カ国の宮廷で多くの外交交渉を担当した。このため、彼の公国における業績は外交官としての面に較べるとわずかしか知られていない。

## 子女
1360年、コジュレ＝ビトム公ボレスワフの長女エルジュビェタ（1347年/1350年 - 1374年）と結婚し、3人の子女をもうけた。
1. プシェミスワフ（1362年頃 - 1406年1月1日）
2. ボレスワフ1世（1363年頃 - 1431年5月6日）
3. アンナ（1374年以前 - 1405年/1420年7月8日） - 1396年9月20日、ルビン公ヘンリク9世と結婚